# Liste der Monuments historiques in Beaucé
Die Liste der Monuments historiques in Beaucé führt die Monuments historiques in der französischen Gemeinde Beaucé auf.

## Liste der Objekte
| Bezeichnung                       | Beschreibung                                                  | Standort                       | Kennzeichnung | Schutzstatus | Datum | Bild |
| --------------------------------- | ------------------------------------------------------------- | ------------------------------ | ------------- | ------------ | ----- | ---- |
| Skulptur des Johannes des Täufers | Holz, polychrom gefasst, 17. Jahrhundert                      | in der Kirche St-Martin (Lage) | PM35002786    | Inscrit      | 1997  |      |
| Prozessionskreuz Nr. 1            | Silber und Holz, 16. Jahrhundert                              | in der Kirche St-Martin (Lage) | PM35002785    | Inscrit      | 1997  |      |
| Grabplatte für Jean de Couasnon   | Stein, 1650                                                   | in der Kirche St-Martin (Lage) | PM35002787    | Inscrit      | 1997  |      |
| Taufbecken                        | Stein, 15. Jahrhundert                                        | in der Kirche St-Martin (Lage) | PM35000049    | Classé       | 1907  |      |
| Zwei Altäre mit zwei Retabeln     | Holz, polychrom gefasst und vergoldet, 17./18. Jahrhundert    | in der Kirche St-Martin (Lage) | PM35002784    | Inscrit      | 1997  |      |
| Monstranz                         | Silber, vergoldet, 1797                                       | in der Kirche St-Martin (Lage) | PM35000050    | Classé       | 1976  |      |
| Hauptaltar                        | Holz, polychrom gefasst und vergoldet 16. bis 18. Jahrhundert | in der Kirche St-Martin (Lage) | PM35002783    | Inscrit      | 1997  |      |
| Kasel                             | Stoff, 18. Jahrhundert                                        | in der Kirche St-Martin (Lage) | PM35002788    | Inscrit      | 1997  |      |